# Rangiora
Rangiora è una città della Nuova Zelanda, situata nella regione di Canterbury, nell'Isola del Sud. È la sede, nonché il principale centro, del Distretto del Waimakariri.

## Geografia
Rangiora sorge nella pianura compresa tra il fiume Ashley/Rakahuri, che ne delimita l'abitato a nord, e il Waimakariri a sud. La città dista 27 chilometri da Christchurch, della quale è considerata una città satellite.

## Clima
Il 7 febbraio 1973 fu toccata a Rangiora la più alta temperatura ufficiale finora misurata in Nuova Zelanda (+42,4 °C).

## Storia
Fondata nel 1852 attorno a un nucleo di segherie, all'epoca la regione era prevalentemente boschiva, nei decenni successivi Rangiora divenne il principale centro amministrativo e commerciale di una vasta area agricola dominata da frutteti. L'abitato fu elevato a comune nel 1878. Nella seconda metà del XX secolo la città iniziò ad attirare numerosi abitanti di Christchurch, raddoppiando così la propria popolazione tra il 1971 e il 2006. La città fu danneggiata dal terremoto di Christchurch del 2010 così come da quello dell'anno seguente.